# ルーズソックス

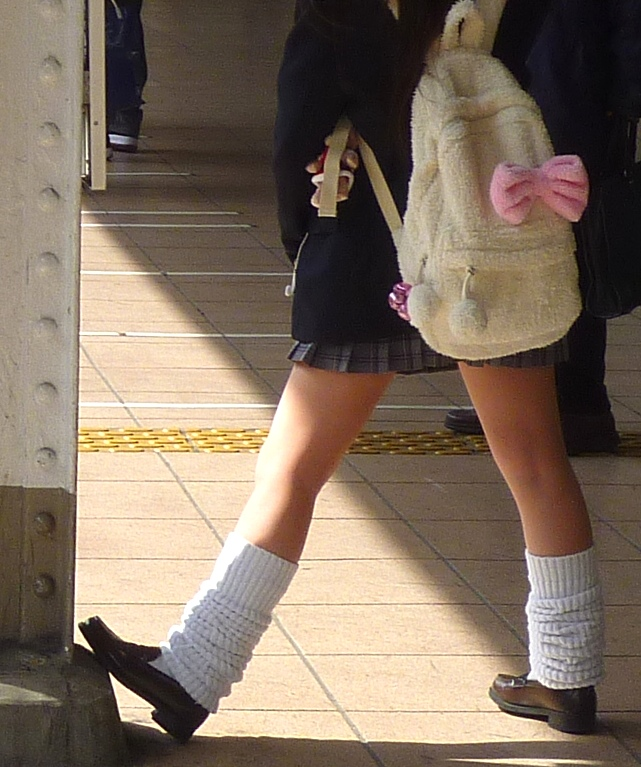
ルーズソックス

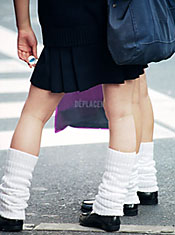
ルーズソックス

ルーズソックス（和製英語：loose socks）とは、元々、アメリカ合衆国で製造され輸出されていた登山用の靴下「ブーツソックス」を起源とし、日本の女子高生が学校の制服着用の際に履くソックスとして普及した、現在でも販売されている靴下のことである。

## 概要
日本においては、若年の女子、主に女子高生の間で、制服をアレンジしたファッションとして採用され、長期にわたる流行の後に定着した。ルーズソックスという呼び名については、履いている靴下の状態が「ルーズ」（loose）であるからとも言われているが、語源や初出の正確なところは定かではない。looseの発音はルーズではなく、ルースである。looseの読み間違いである可能性がある。
色は基本的に白。基本的に白以外の色を見かけることは少なかったが、その後黒色やピンク色などのルーズソックスも発売された。
ルーズソックスを履くのは、元々は通学の際に制服を着用している女子高生である。学校の制服と合わせて履かれ、ブレザー、セーラー服いずれにもあわせて履かれる。基本的にはローファーに合わせるが、スニーカー等に合わせることもある。「ルーズ」や「ルーソ」と略されたりする。
女子高生の間で流行すると中学生以下の女子や高校を卒業した女子にもファッションとして流行し私服と合わせたコーディネイトも見られている。また、男性が彼女から貰い受けたルーズソックスをズボンの下に着用することもあった。女子高生の制服の一部としてのほか、ファッションやコスプレのアイテムとしても市場が拡大した。値段は500円から3,000円程度だが、丈が長くなるほど値段が上がり、飾りなどの付いているものも発売されている。

## 仕様
当初の輸入されたブート・ソックスは、まったくルーズでない、頑強な木綿製の厚みとボリュームのある長さのある靴下である。ルーズに履こうとする目的のためにルーズにでき上がった靴下が量産され、普及するまでは緩みを仕立てる作業を各人が行っていた。
この靴下を履いた足の格好は、レッグウォーマー（ルーズソックスと違うのは足首の先がない衣類）を身に着けた弛んだ足元に似ている。
一般的にこの靴下は、通常より大きな寸法の靴下である。着用に際しては、布を織り込んでひだを作り、靴下がずり下がらぬように靴下どめと呼ばれる靴下固定用の糊（のり）（白元が販売しているソックタッチが特に有名）。を用いて膝下部に接着する。

## 発祥と定着
1980年代中頃から女子大生ブームのセクシー路線に後押しされ、スカートを短くする女子中高生が現れ始めた。1990年代初頭には日本の女子高生の間では制服のスカートを短くするファッション（ミニスカ）が流行した。より露出されるようになった脚部にアクセントを加えるために（あるいは寒さ対策として）ふくらはぎ辺りの長さのハイソックスが履かれるようになった。1982年、アメリカのニューヨークコレクションでE.G.スミス社などの靴下メーカーによって製造、輸入されていた登山用の靴下、ブーツ ソックス（Boot Socks）が紹介された。海外では幅広い年齢層がカジュアルファッションとして着用していた。
1992年に東京渋谷のソニープラザで「BOOTS SOCKS」が売り物として出されていた。E.G.スミス社は日本での売出し当初のターゲットは「女子高生のみをターゲットにしたわけではありません。年齢制限なしで考えていました」と述べており「ルーズソックス」という商標の商品はなかった。ルーズ・ソックスが本来のブーツソックスと呼ばれていた時期があったのかは定かではないが、かなり早い段階でルーズ・ソックスと呼ばれるようになり、ミニスカの流行とともに急速に広がって定着を見せた。
ルーズソックスの発祥地域については、さまざまな説があるものの断定されていない。有名な説としては、宮城県仙台市を発祥とする説と茨城県水戸市を発祥とする説の2つがある。いずれの説も、当地で寸法の大きい靴下を防寒目的で買ってゆるめて履いたところ、靴下のボリュームによって、相対的に脚が細く見えたことで流行し始めたというものである。その後、ゆるめて履くことを目的とする靴下が商品として定着し、それが東京や大阪などの大都市圏に波及し全国で広まったとされる。主に女子高生の間で急速に人気を得た。しかしながら、1987年末頃、東京都区内では「白いハイソックスを故意に弛ませて履く方法」が女子高生に広まっており（当時は「クシュクシュ」などと呼ばれた）、「ルーズ・ソックス」として販売された商品が、すなわちルーズソックスの祖であるとは言い切れない。
ルーズソックスが最も流行した時期はポスト団塊ジュニアが高校生だった1993年から1998年くらいである。1996年には「新語・流行語大賞」のトップテンに選出され、靴下メーカー・ブロンドールの鴇田章が授賞式に登壇した。1996年から1998年頃のコギャルブームには、さらに緩い形状をした「スーパールーズ」（スーパールーズソックス）や、ルーズソックスのゴムを抜いた「ゴム抜きルーズ」（ゴム抜きルーズソックス）などの変種も生まれ、なかには200センチメートルという長さのルーズソックスもあった。また、緩さを出すため二重履きなどもされた。それらのファッション性の強いルーズソックスは、進学校の生徒にまで広く愛用された。
元々ルーズソックス自体が多くの学校で校則等により規定されている白い靴下のため、紺や黒といった色の指定のある高等学校を除いて、全国津々浦々で多くの生徒が履くようになり、学校内で履くことが許されない生徒達は学校外でルーズソックスに履き替えるということもあった。校則で禁止されているにもかかわらず学校内で(所有か着用は不明)発覚した時には「没収」が多く、場合によっては親に報告され反省文や停学などを強制されるとの事。このような状況はさまざまなマスメディアでも取り上げられた。このため、ルーズソックスは1990年代後期から2000年代序盤まで日本国内の女子高生の文化を象徴するものとして注目を浴びた。また、このことは前述のとおりだが、太ももを細く見せることができる(その反面、足首が太く見えてしまう)というのも流行した一つの理由だと言われている。
2000年代に入るとルーズソックスを禁止とする高校が増え、変わって紺のハイソックス（紺ハイ）が台頭した。ただし、校則の甘い高校では引き続きルーズソックスは着用されルーズソックスを履く女子高生が全くいなくなったわけではなかったが、それらの高校でも2006年頃には完全に紺ハイに取って代わった。その後、ソックスの丈を膝上まで伸ばしたオーバーニーソックスも流行し、高校の制服と組み合わせた形でのファッションも一般的となっている。
世界的にはまだ流行過程にあり、当初登山用としてルーズソックスを売っていたE.G.スミス社も、近年は女性向けソックスとして販売を続けている。
チアリーディングの衣装としては、ミニスカートに良く似合うため、ルーズソックスが定着している。
女子高生好きで知られる漫画家吾妻ひでおの作品『スクラップ学園』（1981年 - 1983年）の主人公が、手製のルーズソックス（ゴムをカッターで切っている）をしており、このファッションを先取りしているとも見える。
2010年頃から一部では再評価される動きが見られ。2014年春頃から私服にも合わせやすい短くカラフルなルーズソックスが売り出され始め、同年秋頃から再びブームとなっている。また、コスプレなどではセーラー服と並んで一般的なアイテムとなっている。
コロナ禍が沈静化した2023年以降、1990年代の流行時にルーズソックスを履いていた母親等の影響を受けて、その子世代において再び流行している。